# Hugo Broos
Hugo Broos (Humbeek, Grimbergen, 10 de abril de 1952) es un exfutbolista y entrenador de fútbol belga. Actualmente dirige a la selección de Sudáfrica.
Como futbolista Broos fue un defensa que jugó la mayor parte de su carrera para el RSC Anderlecht, más tarde fichó por el eterno rival, el Club Brujas en 1983, para, cinco años más tarde, retirarse como profesional.

## Biografía

### Como jugador
Comenzó su  carrera como futbolista en su ciudad natal, Humbeek, jugando para el KFC Humbeek, donde pronto fue descubierto, y, en 1970, con 18 años, fichó por el RSC Anderlecht. 
Durante más de 10 años fue el central titular del equipo belga, y ayudó a su equipo a conquistar varios trofeos a nivel europeo, como la Recopa de Europa, la Copa de la UEFA y Supercopa de Europa, también consiguió 3 campeonatos nacionales y 4 copas belgas. 
En 1983 Broos decidió cambiar de equipo y comenzó a jugar para el Club Brujas. Jugó aquí durante 5 años hasta la temporada 1987-88. 
Durante este periodo ganó de nuevo la Copa de Bélgica en 1986 y la liga en 1988.

### Selección nacional
Entre 1974 y 1986 representó a su país en 24 partidos con la selección nacional, consiguiendo acabar en cuarto puesto en el Mundial del 86.

### Como entrenador
Tras su retirada entrena al RWD Molenbeek durante tres temporadas y, en 1991, decide entrenar al Club Brujas.
Durante seis temporadatas y hasta 1997, Broos gana la liga belga en dos ocasiones, 1992 y 1996. En 1991, 1995 y 1996 su equipo gana también la Copa Belga. 
En 1997 se marcha por cinco temporadas al RE Mouscron, pero obtiene resultados discretos.
En 2002, y durante tres años, entrena al Anderlecht. Vuelve a meter a su equipo en la Liga de Campeones y consigue otro título de liga en 2003. La temporada 2004-05 fue un punto decisivo en su carrera, tras la eliminación del equipo en competiciones europeas y su mala actuación en la copa belga, propician que, el 7 de febrero, Broos sea cesado de su cargo, por primera vez en su carrera.
En 2005 se marchó al KRC Genk, renovó y durante la temporada 2007-08 fue cesado de nuevo.
El 15 de diciembre de 2008, Broos acepta una oferta del club griego, Panserraikos FC, y por primera vez en su carrera deja su país.
El 22 de junio de 2009 deja el Panserraikos y se convierte en nueve técnico del Trabzonspor turco.
El 25 de noviembre de 2009, y tras una humillante derrota ante el Kasımpaşa SK, fue destituido como entrenador del Trabzonspor.
El 28 de octubre de 2010 el equipo belga SV Zulte Waregem de la Primera División de Bélgica se hace con los servicios de Hugo Broos.
Hugo Broos ganó el prestigioso Entrenador del año cuatro veces a lo largo de su carrera. En dos ocasiones entrenando al Brujas (1992 y 1996), una con el Anderlecht en 2004 y la última en 2007 con el KRC Genk.
Tras un periplo por Argelia donde dirigió al JS Kabylie y NA Hussein Dey, Broos tomó los mandos de la selección camerunesa en 2016.Al año siguiente, dejó a la selección en lo más alto, conquistando la Copa África de 2017, frente al combidado egipcio (1-2).
El 1 de marzo de 2018, Broos fue presentado como nuevo director deportivo del Oostende.A principios de marzo de 2019, reemplazó a Gert Verheyen como entrenador del club belga. A finales de abril se anunció que dimitiría inmediatamente de todos los puestos del equipo costero.
En marzo de 2021, fue confirmado como entrenador de la Selección de Sudáfrica.

## Clubes

### Como jugador
| Club           | País    | Año       | PJ (Goles) |
| -------------- | ------- | --------- | ---------- |
| RSC Anderlecht | Bélgica | 1970-1983 | 350 (1)    |
| Club Brujas    | Bélgica | 1983-1988 | 161 (1)    |

### Como entrenador
| Club                          | País                   | Año       |
| ----------------------------- | ---------------------- | --------- |
| RWD Molenbeek                 | Bélgica                | 1988-1991 |
| Club Brujas                   | Bélgica                | 1991-1997 |
| RE Mouscron                   | Bélgica                | 1997-2002 |
| RSC Anderlecht                | Bélgica                | 2003-2005 |
| KRC Genk                      | Bélgica                | 2005-2008 |
| Panserraikos FC               | Grecia                 | 2008-2009 |
| Trabzonspor                   | Turquía                | 2009      |
| SV Zulte Waregem              | Bélgica                | 2010-2011 |
| Al Jazira Club (asistente)    | Emiratos Árabes Unidos | 2011-2012 |
| JS Kabylie                    | Argelia                | 2014      |
| NA Hussein Dey                | Argelia                | 2014-2015 |
| Selección de Camerún          | Camerún                | 2016-2017 |
| Oostende (director deportivo) | Bélgica                | 2018-2019 |
| Oostende (interino)           | Bélgica                | 2019      |
| Selección de Sudáfrica        | Sudáfrica              | 2021-2022 |
| Selección de Sudáfrica        | Sudáfrica              | 2022-2024 |

## Palmarés

### Como jugador

##### Locales
| Título                      | Club                | País    | Año     |
| --------------------------- | ------------------- | ------- | ------- |
| Copa de Bélgica             | R. S. C. Anderlecht | Bélgica | 1971-72 |
| Primera División de Bélgica | R. S. C. Anderlecht | Bélgica | 1971-72 |
| Copa de Bélgica             | R. S. C. Anderlecht | Bélgica | 1972-73 |
| Primera División de Bélgica | R. S. C. Anderlecht | Bélgica | 1973-74 |
| Copa de Bélgica             | R. S. C. Anderlecht | Bélgica | 1974-75 |
| Copa de Bélgica             | R. S. C. Anderlecht | Bélgica | 1975-76 |
| Primera División de Bélgica | R. S. C. Anderlecht | Bélgica | 1980-81 |
| Copa de Bélgica             | Club Brujas         | Bélgica | 1985-86 |
| Primera División de Bélgica | Club Brujas         | Bélgica | 1987-88 |

##### Internacionales
| Título              | Club                | País    | Año     |
| ------------------- | ------------------- | ------- | ------- |
| Recopa de Europa    | R. S. C. Anderlecht | Bélgica | 1975-76 |
| Supercopa de Europa | R. S. C. Anderlecht | Bélgica | 1976    |
| Recopa de Europa    | R. S. C. Anderlecht | Bélgica | 1977-78 |
| Supercopa de Europa | R. S. C. Anderlecht | Bélgica | 1978    |
| Copa de la UEFA     | R. S. C. Anderlecht | Bélgica | 1982-83 |

### Como entrenador

##### Locales
| Título                      | Club                | País    | Año     |
| --------------------------- | ------------------- | ------- | ------- |
| Copa de Bélgica             | Club Brujas         | Bélgica | 1990-91 |
| Primera División de Bélgica | Club Brujas         | Bélgica | 1991-92 |
| Copa de Bélgica             | Club Brujas         | Bélgica | 1994-95 |
| Primera División de Bélgica | Club Brujas         | Bélgica | 1995-96 |
| Copa de Bélgica             | Club Brujas         | Bélgica | 1995-96 |
| Primera División de Bélgica | R. S. C. Anderlecht | Bélgica | 2003-04 |

##### Internacionales
| Título                    | Club                 | País  | Año  |
| ------------------------- | -------------------- | ----- | ---- |
| Copa Africana de Naciones | Selección de Camerún | Gabón | 2017 |

## Vida personal
Hugo Broos está casado, tiene dos hermanos y un hijo.